# Число Стентона
Число́ Сте́нтона ({\displaystyle \mathrm {St} }) — характеристичне число та критерій подібності теплових процесів, що характеризує інтенсивність дисипації енергії у потоці рідини або газу:
{\displaystyle \mathrm {St} \,={\frac {K}{c_{p}\cdot \rho \cdot v}},}
де 
{\displaystyle K} — коефіцієнт теплоперенесення;
{\displaystyle ~c_{p}} — масова теплоємність середовища за сталого тиску;
{\displaystyle \rho } — густина;
{\displaystyle ~v} — характеристична швидкість.
Названо на честь англійського вченого Томаса Стентона (англ. Th. Stanton; 1865—1931).
Число Стентона є безрозмірнісною формою коефіцієнта теплоперенесення  і пов'язане з числом Нуссельта {\displaystyle \mathrm {Nu} } та числом Пекле {\displaystyle \mathrm {Pe} } співвідношенням:
{\displaystyle \mathrm {St} ={\frac {\mathrm {Nu} }{\mathrm {Pe} }}.}
Число Стентона також може бути виражене через безрозмірні коефіцієнти поверхневого тертя {\displaystyle ~C_{f}} чи гідродинамічного опору {\displaystyle ~l}.
У випадку, якщо число Прандтля {\displaystyle \mathrm {Pr} \,=1}, то {\displaystyle \mathrm {St} \,={\frac {C_{f}}{2}}={\frac {l}{8}}}.
Крім того:
{\displaystyle \mathrm {St} ={\frac {\mathrm {Nu} }{\mathrm {Re} \,\mathrm {Pr} }}},
де Nu, Re, Pr – числа відповідно Нуссельта, Рейнольдса і Прандтля.